# Plectorhinchus lessonii
Plectorhinchus lessonii - gatunek morskiej ryby promieniopłetwej z rodziny luszczowatych (Haemulidae).

## Występowanie
Zasiedla tropikalne wody zachodniego Pacyfiku, od Malezji i Australii po Japonię pomiędzy rafami o stromych zboczach. 
Dorasta do 40 cm długości.